# Disa nubigena
Disa nubigena är en orkidéart som beskrevs av Hans Peter Linder. Disa nubigena ingår i släktet Disa och familjen orkidéer. Inga underarter finns listade i Catalogue of Life.